# Andante cantabile (Debussy)
L'Andante cantabile est une œuvre de Claude Debussy pour piano à quatre mains composée en 1881.

## Présentation
Claude Debussy compose l'Andante cantabile au début de l'année 1881. Le morceau est légèrement postérieur à la Symphonie en si mineur, autre œuvre pour piano à quatre mains.
Le manuscrit autographe, conservé à la Bibliothèque nationale de France, porte en titre « Andante ». L'indication « Andante cantabile » figure en première page de la partition, et au verso de la dernière page se trouve l'esquisse d'un « Tempo di marcia funebre » (16 mesures).
Le musicologue Yves A. Lado-Bordowsky relève que la pièce « se singularise par de constants échanges de dessins mélodiques entre les deux parties et qu'elle comporte de très nombreux changements d'altérations dont certains ne durent parfois que quelques mesures ».
Une première audition publique de l'œuvre est donnée à la BnF le 14 décembre 1989, par Christian Ivaldi et Noël Lee au piano. La partition est publiée par Durand en 2002 (éditée par Noël Lee).
La durée moyenne d'exécution de la pièce est de sept minutes environ.
Dans le catalogue des œuvres du compositeur établi par le musicologue François Lesure, Andante cantabile porte le numéro L 10.

## Discographie
- Debussy : Intégrale de l'œuvre pour deux pianos et piano à quatre mains, Christian Ivaldi et Noël Lee, Arion 268128, 1990 (premier enregistrement mondial).
- Debussy: Complete Music for Piano Duo, 3 CD, Marco Rapetti et Massimiliano Damerini, Brilliant Classics, 2013.
- Claude Debussy : The Complete Works, CD 6, Christian Ivaldi et Noël Lee (piano), Warner Classics, 2018[5].
- Debussy: Piano Duets, Louis Lortie et Hélène Mercier, Chandos, 2022[6].